# Picture Transfer Protocol
Picture Transfer Protocol (PTP) — протокол передачі зображень з цифрових камер на комп'ютери та інші периферійні пристрої. Стандартизований ISO 15740:2005.
Протокол забезпечує управління цифровими камерами та обмін зображеннями з та між цифровими камерами, хост-комп'ютерами, принтерами, іншими цифровими пристроями та сховищами даних.
Протокол є транспортно-незалежним від платформи.
PTP також дозволяє встановлювати настройки фокусу і експозиції камери, робити знімки і використовувати механізм попереднього перегляду зображень (LiveView). Таким чином, камерою, що підтримує PTP, можна управляти з комп'ютера.
Протокол підтримується:
- цифровими камерами: Nikon D7000, Sony Alpha SLT-A35 та іншими;
- програмами: Gtkam Digital Camera Browser та іншими.